# Boniek García
Óscar Boniek García Ramírez (Tegucigalpa, 4 settembre 1984) è un ex calciatore honduregno, di ruolo difensore.

## Biografia
Gli è stato dato il secondo nome Boniek in onore di Zbigniew Boniek, il famoso calciatore internazionale polacco. Il padre di García era un calciatore professionista dell'Olimpia. Ha scelto di avere il nome "Boniek" scritto sulla schiena della maglia mentre giocava per l'Houston. Lui e sua moglie Ivania Reyes hanno una figlia e due figli gemelli.
Ogni offseason, García ritorna a casa per fare opere di beneficenza in Honduras. Inizialmente ispirato dall'ex calciatore internazionale honduregno Víctor Bernárdez, ha raccolto giocattoli per bambini affetti da cancro. Ha anche donato forniture scolastiche e vestiti a bambini svantaggiati in Honduras, oltre a svolgere opere di beneficenza nell'area di Houston durante tutto l'anno. In seguito all'uragano Eta che ha colpito Honduras nel 2020, lui e gli altri calciatori internazionali honduregni hanno lavorato per raccogliere fondi per coloro che sono stati colpiti dalla tempesta.
García possiede una green card degli Stati Uniti che lo qualifica come giocatore domestico per gli scopi della squadra della MLS.

## Carriera in club
García ha fatto il suo debutto da senior il 10 agosto 2003 con il Real Patepluma, perdendo 4-1 contro l'Atlético Olanchano. Nel 2004 si è unito all'Olimpia dell'Honduras. Ha giocato anche per il Marathón dell'Honduras. Ha sostenuto anche una prova di 15 giorni con il club francese Paris Saint Germain e ha disputato due partite amichevoli con la squadra che ha effettuato un tour in Portogallo per giocare contro il Vitória Guimarães e il Benfica.
Nell'agosto del 2009 è stato annunciato che avrebbe viaggiato al Wigan Athletic, che all'epoca militava nella Premier League inglese, per firmare un contratto triennale con il club, insieme al compagno honduregno, Roger Rojas. Il contratto non è stato firmato e García è rimasto con l'Olimpia.
Il 7 giugno 2012, García ha firmato con il club della Major League Soccer Houston Dynamo per diventare il loro secondo Designated Player di sempre. Ha fatto il suo debutto con il Dynamo il 30 giugno in una vittoria per 2-0 contro l'Philadelphia Union. Il 15 luglio 2012 ha segnato il suo primo gol con la maglia del Dynamo e nella Major League Soccer contro il D.C. United al 62º minuto. L'impatto di García è stato enorme, con il Dynamo che aveva un differenziale reti di +10 e un record di 9-4-6 dopo che si è unito alla squadra. Il 30 agosto, García è tornato all'Olimpia quando il Dynamo si è recato in Honduras per affrontare la sua vecchia squadra nella CONCACAF Champions League 2012-13. Ha giocato tutti i 90 minuti mentre lo Houston otteneva un pareggio per 1-1. Il 26 novembre 2012, García è stato premiato con il premio "Newcomer of the Year" e "Player's Player of the Year" dalla squadra, nonostante avesse giocato solo metà della stagione. García è stato anche nominato il Giocatore Latino dell'Anno della MLS, come votato dai tifosi. Ha aiutato la squadra a raggiungere la MLS Cup nel 2012, dove il Dynamo sarebbe caduto 3-1 contro il LA Galaxy.
Il 27 ottobre 2013, García ha segnato in una vittoria per 2-1 contro il DC United in una partita che ha garantito il posto del Dynamo nei 2013 MLS Cup Playoffs. Ha segnato nuovamente il 31 ottobre in una vittoria per 3-0 contro il Montreal Impact nella prima partita dei playoff. Nella seconda gara delle finali di conference, García ha segnato al 3º minuto per dare al Dynamo un vantaggio di 1-0 nel punteggio aggregato. Tuttavia, lo Sporting Kansas City avrebbe ribaltato la situazione e vinto per 2-1.

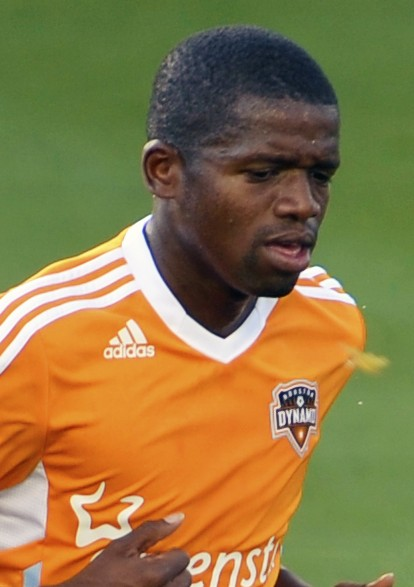
García in azione con il Dynamo nel 2012

Il 2014 è stato un anno altalenante per García. Ha avuto l'opportunità di rappresentare l'Honduras ai Campionati del Mondo FIFA 2014, ma il Dynamo ha mancato una posizione nei playoff di 10 punti, in parte a causa delle difficoltà della squadra quando García non ha potuto giocare a causa degli impegni internazionali. Tuttavia, il suo gol su calcio di volo contro il Chicago Fire il 28 settembre è stato nominato Gol dell'Anno del Dynamo.
Il Dynamo non è riuscito a qualificarsi per i playoff nel 2015 e nel 2016, ma García li ha aiutati a tornarci nel 2017 sotto la guida del nuovo allenatore Wilmer Cabrera. Nonostante abbia fatto solo 12 partenze durante l'anno, il numero più basso da quando si è unito al Dynamo, García è stato un importante leader nello spogliatoio e in campo. Ha firmato un nuovo contratto con lo Houston il 11 dicembre 2017.
Nel 2018 García e il Dynamo non sono riusciti a qualificarsi per i playoff, tuttavia ha fatto 3 apparizioni nella US Open Cup, incluso un inizio nella finale, in cui lo Houston ha vinto il torneo per la prima volta nella storia del club. La vittoria li ha qualificati per la CONCACAF Champions League 2019, facendo ritorno alla competizione per la prima volta dal 2013.
García ha fatto la sua prima apparizione della stagione il 26 febbraio, subentrando in una vittoria per 2-1 contro il C.D. Guastatoya in una partita di Champions League. Ha ottenuto il suo primo assist il 18 maggio in una vittoria per 2-1 contro il D.C. United. Il 29 settembre, García ha disputato la sua 200ª partita in MLS con il Dynamo, diventando il quarto giocatore nella storia del club a raggiungere questo traguardo. Il 2019 è stato un anno di rinascita personale per García, in cui ha giocato più minuti di tutta la sua carriera con il Dynamo e ha portato energia al centro del campo. Tuttavia, il Dynamo ha nuovamente mancato i playoff. Il 20 dicembre ha firmato un contratto di un anno per rimanere ad Houston.
García ha iniziato le prime 5 partite della stagione 2020 per il Dynamo, ma ha giocato solo 2 partite come titolare nel resto dell'anno, principalmente come sostituto. García ha giocato in 18 partite, di cui 7 da titolare, su un totale di 23 nella stagione 2020 abbreviata a causa della Pandemia di COVID-19. È stata un'altra stagione difficile per il Dynamo, che ha mancato i playoff per la terza stagione consecutiva. Inizialmente, il suo contratto non è stato rinnovato dallo Houston dopo la stagione 2020. Tuttavia, è stato raggiunto un nuovo accordo di un anno il 15 febbraio 2021.
Il 16 aprile, nella partita di apertura della stagione 2021, il Dynamo ha sconfitto il San Jose Earthquakes per 2-1, con García che ha giocato l'intera partita come difensore centrale a causa degli infortuni degli altri difensori centrali dello Houston. È stato nominato nella Squadra della Settimana della MLS dopo la partita. García ha disputato 16 partite durante la stagione 2021, di cui 6 da difensore centrale, mentre lo Houston ha terminato all'ultimo posto nella Conference Ovest per la seconda stagione consecutiva. Il 15 novembre, lo Houston Dynamo ha annunciato che García non avrebbe continuato con il club nel 2022, scegliendo di rescindere il contratto ed entrare in free agency. Ha lasciato Houston in coabitazione al terzo posto per il numero di apparizioni nella storia del club con 251 partite giocate in tutte le competizioni.
Il 13 dicembre 2021 è stato annunciato che García aveva firmato un contratto con il Real España in Liga Nacional de Honduras per il Clausura 2022.
Al di là della sua carriera in club, García ha continuato a rappresentare l'Honduras a livello internazionale. Ha partecipato a diverse edizioni della CONCACAF Gold Cup e ha rappresentato l'Honduras nelle qualificazioni ai Campionati del Mondo FIFA 2014 e 2018. Ha avuto un impatto significativo sulla squadra nazionale, diventando uno dei giocatori chiave nel centrocampo honduregno.

## Palmarès

### Club

#### Competizioni nazionali
- Campionato honduregno: 10

CD Olimpia: Clausura 2004, Clausura 2005, Apertura 2005, Clausura 2006, Clausura 2008, Apertura 2008, Clausura 2010, Clausura 2011, Apertura 2011, Clausura 2012